# Bekecs
Bekecs este un sat în districtul Szerencs, județul Borsod-Abaúj-Zemplén, Ungaria, având o populație de 2.647 de locuitori (2011). 

## Demografie
Componența etnică a satului Bekecs
     Maghiari (98,67%)
     Necunoscut (0,49%)
     Alții (0,84%)
Componența confesională a satului Bekecs
     Romano-catolici (36,61%)
     Reformați (12,62%)
     Greco-catolici (7,93%)
     Fără religie (6,23%)
     Necunoscută (36,08%)
     Alte religii (1,13%)
Conform recensământului din 2011, satul Bekecs avea 2.647 de locuitori. Din punct de vedere etnic, majoritatea locuitorilor (98,67%) erau maghiari. Apartenența etnică nu este cunoscută în cazul a 0,49% din locuitori. Nu există o religie majoritară, locuitorii fiind romano-catolici (36,61%), reformați (12,62%), greco-catolici (7,93%) și persoane fără religie (6,23%). Pentru 36,08% din locuitori nu este cunoscută apartenența confesională.